# バフムート
バフムート（ウクライナ語: Бахмут、発音 [bɐxˈmut] ( 音声ファイル)）はウクライナのドネツィク州バフムート地区にある都市。バフムトとも呼ばれる。

## 概要
バフムートカ川の河岸に位置する。面積は74 km2。人口は78,251人（2011年8月1日）、人口密度は1057.4人/km2。
市内にはバフムート駅などがある。首都キエフまでの直線距離は578 kmであるが、鉄道で789 km、車道で672 kmとなっている。州庁所在地までの直線距離は67 km、鉄道で89 km、車道で93 kmとなっている。

## 歴史
バフムートの町は1571年にロシアのイワン雷帝によって創建された。1783年に市制施行された。もとはクリミア・タタール人の侵入に対するための要塞として建てられたが、19世紀以降は岩塩の採掘が重要な産業になった。バフムートという地名は、ムスリムであるクリミア・タタール人の人名であるマフムード（ムハンマド）に由来するとみられている。
十月革命後の1924年、バフムートは当地で活動した共産主義者で「同志アルチョーム」の名で知られた フョードル・セルゲイエフにちなんで「アルチョモフスク」（アルチョーモフスク、ロシア語: Артёмовск、ウクライナ語でアルテーミウシク Артемівськ）と改められた。第二次世界大戦ではドイツに占領され、親衛隊のアインザッツグルッペンが多数のユダヤ人を坑道内に連行して殺している（アルチェモフスク虐殺）。
第二次世界大戦後、第415収容地区（グラーグ）が設置され、シベリア抑留を受けた日本人捕虜が遠路移送されてきた。捕虜は強制労働に従事した。
ユーロマイダン後の2016年、脱共産主義法により、アルテーミウシクは元の地名のバフムートに戻された。
2022年ロシアによるウクライナ侵攻ではバフムートをめぐる戦いで、市内では両軍による激しい戦闘が行われていることにより現在、完全に焦土と化している。また、2023年1月上旬までに約9割の住民が市外へ退去した。
日本時間2023年5月21日に、ロシアの民間軍事組織ワグネルがバフムートを完全掌握したことを発表した。当初はウクライナ軍はこれを否定していたが、2日後の5月23日にアメリカのシンクタンクがロシア軍が西部の市境界に到達したと分析した。翌日、ロシア側は一方的に市の名称を以前の「アルチョモフスク」に戻すと発表した。